# Телецьке озеро
Теле́цьке о́зеро (Алтин-Коль, рос. Телецкое озеро, алт. Алтын Кӧл) — озеро в Росії, на території Республіки Алтай. Найбільше озеро Гірського Алтаю. Займає провідне місце в природно-заповідному фонді Росії. Має велике рекреаційне та туристичне значення міжнародного рівня. Озеро є частиною Алтайського заповідника.

## Характеристика озера

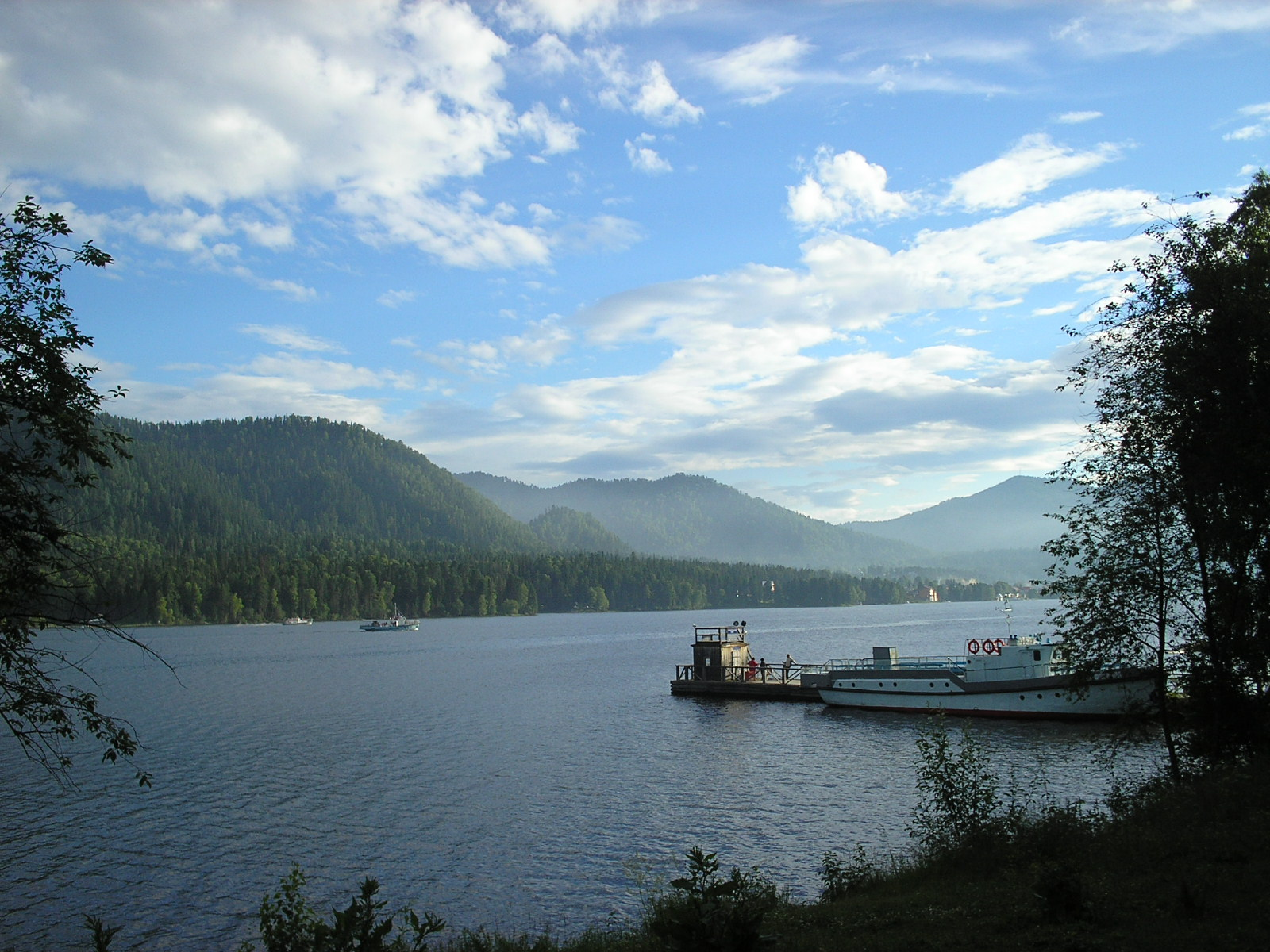
Телецьке озеро

### Географічне положення
Телецьке озеро розташоване на висоті 434,9 м над рівнем моря. Воно знаходиться у величезній улоговині північно-східної частини гірської країни Алтаю на межі з Західним Саяном. Адміністративно належить до Турочацького та Улаганського районів Республіки Алтай Російської Федерації та знаходиться за 7 км на захід від кордону з Республікою Хакасією. Алтайська гірська система простягається на територію сусідніх країн, тому озеро розташоване неподалік від них. До кордону з Китаєм найбільше — 238 км, до Монголії — 202 км, до Казахстану — 185 км. Монголи називають озеро Алтин-Нор, китайці — просто Алтай.
До Телецького озера веде автодорога Р375, яка починається від міста Бійська і закінчується в селищі Артибаш, що на північно-західному березі водойми. Протяжність її становить 245 км; від Горно-Алтайська ж, столиці Алтаю, їхати 154 км.

### Морфометрична характеристика
Максимальна глибина Телецького озера становить 325 м, при пересічній глибині 174 м. Ці показники вимірювались за всю історію дослідження озера декілька разів. Спочатку максимальною глибиною вважалось 288 м, коли її виміряв майор Ейден в 1760 році. Остаточну і правильну глибину було виміряно в 1901 році географом П. Г. Ігнатовим. За цими показниками озеро займає 4 місце в Росії, після Байкалу (1642 м), Каспійського моря (1025 м) та Хантайського озера (420 м), та 25 місце у світі.
Глибока руслоподібна улоговина озера вміщує до 40 км³ води. Це друга природна водойма в Росії за об'ємом, після Байкалу, де зберігаються значні запаси прісної води.
Площа дзеркальної поверхні становить 223 км². Довжина озера становить 77,8 км, берегова лінія простягається на 181 км. Максимальна ширина між берегами в південній частині — 5,2 км, а мінімальна, в північній частині біля мису Караташ, — 600 м.
Вода у водоймі кришталево-чиста. Під час весняних паводків вона стає дещо каламутною, особливо в південній частині, де річка Чулишман виносить велику кількість осадових порід. За розрахунками вчених озеро буде занесене осадом через 36 тисяч років.

### Фізико-географічна характеристика
Телецьке озеро за формою нагадує дзеркальне відображення літери «Г». Воно має 2 плеса: південне завдовжки до 50 км, яке простягається в меридіональному напрямку, та північне завдовжки 28 км, яке тягнеться в широтному напрямку.
Озеро має дві невеликі затоки. Камгінська затока розташована на півночі проти повороту озера на захід. До неї впадають річки Камга (звідси й назва) та Аткичу, в гирлі першої розташовані два невеликих острова. Друга затока — Кигінська — знаходиться в південній частині. До неї впадають річки Кига (звідси й назва) та Чирі. Навпроти неї, на заході, знаходиться гирло річки Чулишман. Тут розміщується найбільший острів озера — Камайн, вкритий лісами.
Береги озера переважно гористі, круто обриваються внизу до водойми. Рівнинні ділянки містяться тільки в гирлах найбільших річок, що впадають до озера та у місці, де витікає річка Бія. Через це на берегах озера багато мальовничих мисів — Саратки, Єжон, Нуван, Чичилган, Кобухта, Ажі та інші.

### Клімат
В цілому клімат долини озера континентальний: в горах він суворий з дуже холодною зимою, а внизу, на узбережжі, м'який. Тут виражена так звана вертикальна зональність. В протилежних кінцях озера в будь-яку пору року температура повітря також неоднакова. Пересічні річні температури повітря в південній частині додатні (+4 °C), тоді як у північній вони ледве перевищують +1 °C. Особливостями клімату є й те, що в будь-яку пору року в горах бувають від'ємні температури, а біля озера протягом всієї зими можуть бути додатні. В горах і в літню пору спостерігаються значні добові коливання температур.
Найбільш зволожений район басейну озера північний. Тут випадає до 1000 мм опадів за рік, тоді як в південній частині вдвічі менше — 500 мм.

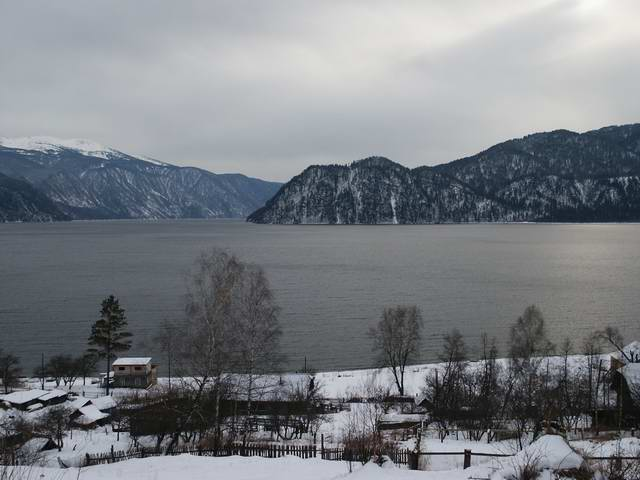
Озеро взимку. Село Яйлю

Озеро належить до холодноводних водойм. Це пояснюється тим, що сім місяців за рік вода охолоджена нижче +4 °C, а більш як 5 місяців з них навіть нижче +3 °C. Час нагрівання досить короткий — 2—2,5 місяці. Вище +10 °C нагрівається тільки верхній шар води — 10—20 м. На глибині 100 м температура становить приблизно +4 °C, а на дні озера вона постійна — +3,7 °C. Максимальна температура нагрівання становить +17—20 °C, і спостерігається вона наприкінці липня і у першій половині серпня, але далеко не щороку.
З півночі до озера рухаються повітряні маси із Західно-Сибірської рівнини, які називають тут низовкою. Долиною річки Чулишман відкривається доступ повітряним масам з півдня, які називаються верховкою. Влітку у першій половині дня дує верховка. Потім настає період штилю, і після нього, через 1—1,5 години, починає дути низовка. Південні вітри, що переважають восени та взимку, приносять гарну погоду, північні — холод і опади.
Північна частина озера щорічно вкривається льодом, тоді як південна, особливо глибока, замерзає порівняно рідко. Так, за даними озерної станції, за 45 років озеро замерзало повністю тільки 14 разів, причому процес замерзання продовжувався приблизно 4 місяці. Льодом вкриваються одразу значні простори озера. Він дуже прозорий, і через нього проглядається дно на глибину 5—6 м.

## Природа озера

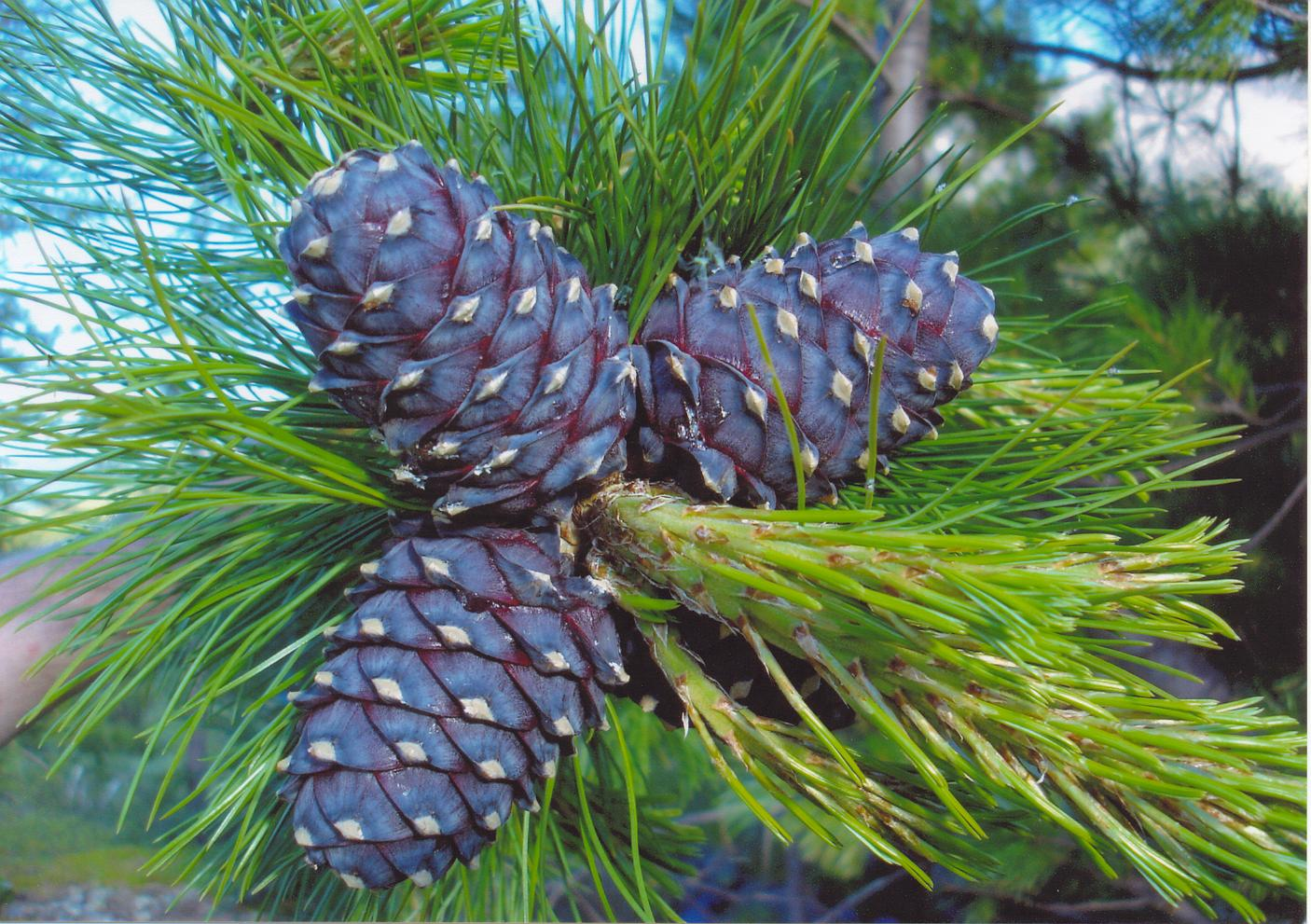
Кедр сибірський утворює найбільші ліси

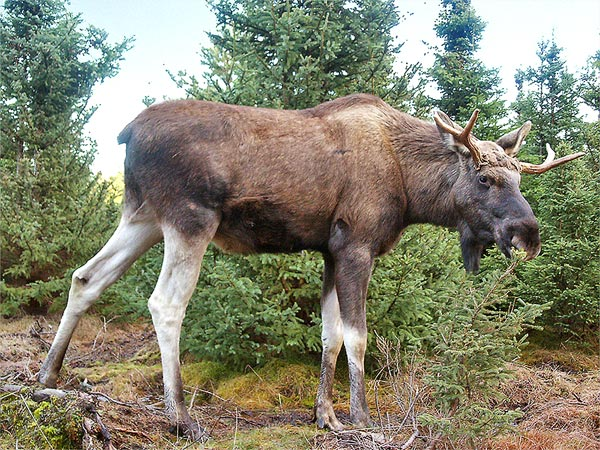
Лось — типовий представник тайги

Рослинний світ басейну Телецького озера надзвичайно багатий та різноманітний. Пояс з переважанням листяних дерев простягається до висоти 700 м. Верхній пояс тайги на висоті 1200—1700 м характеризується деревними породами з переважанням сибірського кедра. Повсюди поширений потужний трав'янистий покрив. Вище межі лісу — альпійські та субальпійські луки, а до крайніх точок гірських вершин знаходиться пояс високогірної рослинності.
В цілому в басейні озера рослинність гірсько-тайгова, вона нараховує понад 1200 видів. Це так звана темнохвойна та чорнова тайга. Ліси займають великі площі і перериваються тільки хребтами, альпійськими луками та гірськими тундрами. Основу лісу складають хвойні: кедр сибірський, ялиця сибірська, ялина, сосна, модрина сибірська. Переважання тієї чи іншої породи залежить від абсолютної висоти та кліматичних умов. Деревні породи, окрім хвойних, представлені й листяними — березою, осикою та тополями. Підлісок представлений різноманітними чагарниками, переважно ягідними. Тут можна зустріти смородину, черемху, горобину, брусницю, калину та малину. В долині Чулишману — великі зарості обліпихи, прибережні скелі вкриті вічнозеленим маральником (рододендрон даурський). Через велику кількість опадів дуже добре ростуть трави, які досягають висоти 2 та більше метрів.

### Фауна
Різноманіття природних ландшафтів, багатство рослинного світу визначають і багату фауну. Завдяки впливу заповідника тут повсюди спостерігається велика щільність різноманітних тварин. Приблизно 70 видів ссавців, більш як 300 видів птахів та приблизно 10 видів плазунів та земноводних мешкають в цих місцях.
Найкраще дослідженими є мисливські звірі. Серед найбільших тварин виділяють ведмідь бурий, росомаха, рись євразійська, вовк. До цінних хутряних тварин відносяться соболь, вивірка лісова, заєць білий, борсук, видра річкова та норка. В горах знаходяться колонії сурків. Парнокопитні представлені такими видами: лось, олень благородний (місцевий підвид марал"), сарна сибірська, козеріг сибірський (місцева назва бун), архар, кабарга та північний олень.
Серед птахів поширені глухар, рябчик, тетерук, улар, тут зупиняються перелітні птахи гуси, качки, лебеді, лелеки.
В Телецькому озері мешкають 14 видів риб, включаючи завезеного сюди в 1964 році ляща. Тут поширені сиг, харіус, минь, щука, єлець, таймень та інші. В цілому озеро не багате на рибу, причиною чого є бідна кормова база через низькі температури води.

## Басейн озера

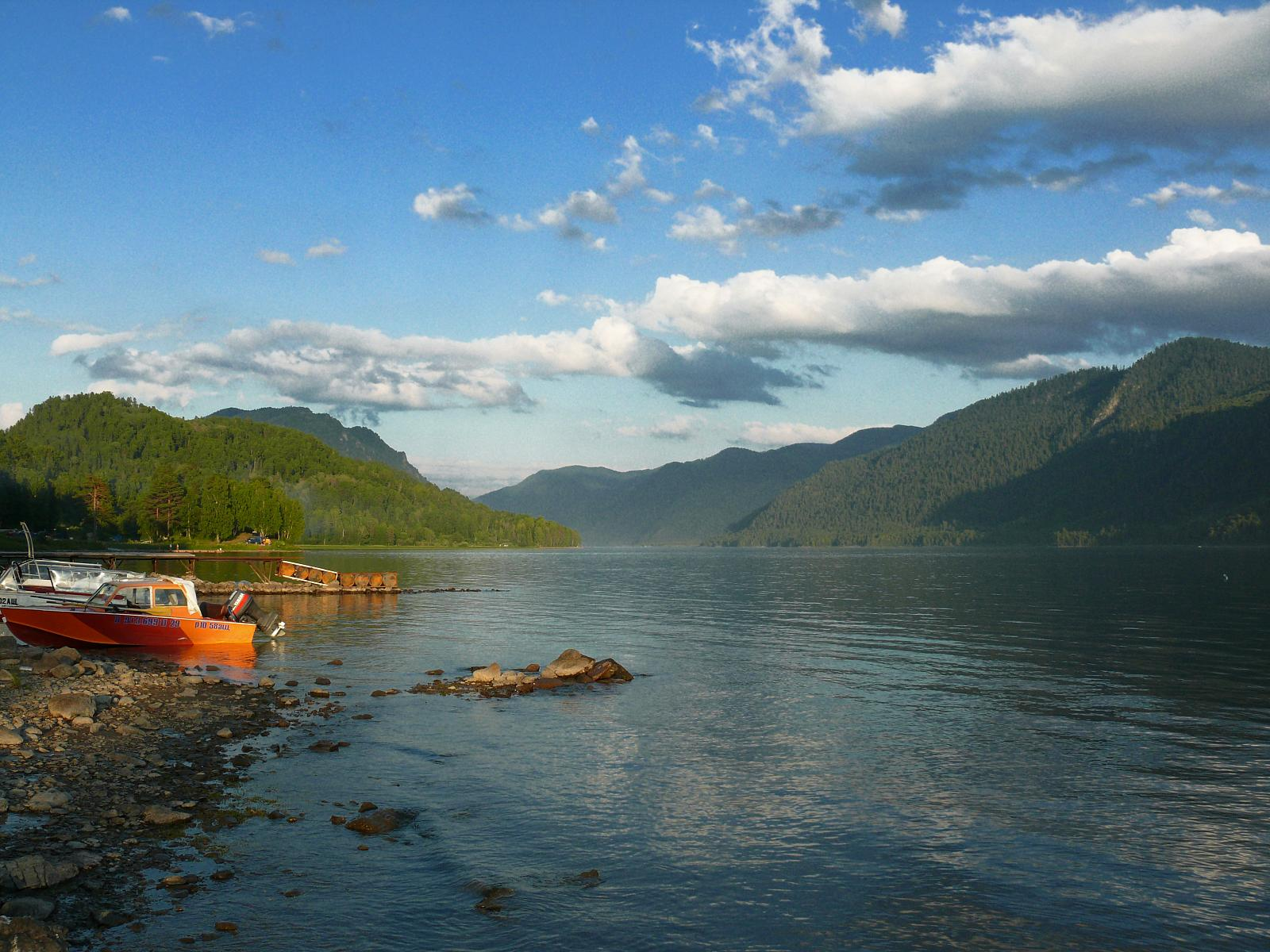
Північна частина

Басейн Телецького озера займає площу 20 370 км². Це ніби самостійна гірська країна, витягнута з південного сходу на північний захід. У басейні озера є широкі степові долини, глибокі каньйоноподібні ущелини, гострокінечні вершини та широкі згладжені нагір'я. Гірська країна Алтаю, що оточує озеро, — це вододільні висоти, що коливаються від 1700 до 2400 м над рівнем моря. Основні вододільні хребти Східного Алтаю складені переважно гранітами, граніто-гнейсами, слюдистими сланцями та іншими породами. Найчастіше вони мають вигляд вузьких альпійських гребенів. До основних водних артерій від цих хребтів відходять платоподібні нагір'я, які сильно розчленовані численними річками на вузькі гребні. Гірські долини з крутими схилами, як правило, звужені в нижній течії річок, а у верхів'ях широкі та відкриті.
Різноманіття природних ландшафтів дозволяє спостерігати в басейні озера і глуху тайгу, і альпійські та субальпійські луки, та високогірна тундру, й так звану нівальну зону холоду. На частку палії та високогірної тундри припадає приблизно 44 % площі басейну, лісами вкрито 52 %, й приблизно 3 % території займають озера та заболочені ділянки. Всього в басейні нараховується більш як 2200 озер, і більшість з них розташовані на висоті 1500—2500 м.
Долина озера зі сходу на захід обмежена горами, які мають висоту до 2 і більше кілометрів над рівнем моря. З півночі та півдня вона відкрита, а із заходу та сходу до озера впритул підходять гірські хребти. Загальна довжина цього природного коридору становить 640 км.

## Історія дослідження
До появи росіян в Сибіру Алтай був практично відірваний від цивілізованого світу. В кінці XVI — на початку XVII століть починається інтенсивне проникнення їх вглиб. Землепрохідці чули перекази про невичерпні багатства, що лежать в горах, що в центрі гірської країни є дивовижне озеро, яке називається Золотим, і що воно знаходиться в горах, складених з чистого золота. Багато разів мандрівники намагались пройти туди, але піддані джунгарського хана перешкоджали цьому.
Для освоєння Алтаю російський уряд вирішує будувати низку фортець. З цією ціллю 1632 року томський воєвода Іван Татаєв зібрав дружину і навесні 1632 року направив її до витоків річки Бії. Головною ціллю був збір ясака. Командував загоном боярський син Федір Пущин. Зі складнощами просуваючись на човнах вверх по Обі, загін на початок вересня досягнув гирла річки Чумиш, але був вимушений повернутись назад. 1633 року був сформований інший загін. Цього разу козаків вів боярський син Петро Собанський. Вони досягли верхів'їв Бії та вийшли до озера. Це були перші росіяни, які побачили його. Собанський дізнався у місцевих жителів, що озеро називається Алтин-Коль, тобто Золоте. Він записав легенду, яка розповідала, звідки взялась така назва:
| В один неврожайний рік, коли спустошилась тайга, поля та загинула вся худоба, один пастух знайшов великий самородок золота величиною з конячу голову. Він пішов по селам в надії виміняти його на їжу, але люди жили так бідно, що нічого не змогли дати йому в обмін. Побачивши, що й золото не може допомогти його горю, пастух піднявся на найвищу гору над озером. Він кинув золото в воду і у відчаї сам кинувся туди. Відтоді озеро називається Золотим, а гора отримала назву Алтинту, тобто Золота. |
Собанський назвав озеро Телеським, за назвою алтайського племені, що мешкало на його берегах. Пізніше воно стало називатись Телецьким. 1642 року він організував другий похід, але цього разу взимку, маючи на меті пройти по льоду на протилежний кінець озера. Підійшовши до нього, Собанський на свій подив знайшов його незамерзлим. Довелось збудувати невелике укріплення, де загін провів зиму, а навесні перепливли озеро на збудованих човнах і дослідили його околиці.

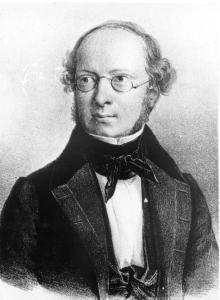
Бунге О. А.

На основі перших даних перших, в 1698 році томський географ та літописець С. У. Ремезов склав «Нарис усіх сибірських градів та земель». На його мапі було зображене Телецьке озеро з річкою Бія, що витікала з нього. 1709 року була збудована фортеця на Бії — Бікатунська. У XVIII столітті на Алтаї з'являються рудознавці уральського заводчика Демидова. 1726 року він отримав офіційний дозвіл на будівництво тут мідеплавильних заводів. Відтоді тут почало розвиватись гірниче видобування, і як наслідок з'явилась необхідність в комплексних експедиціях у пошуках нових родовищ. 1745 року з ціллю дослідження Алтаю була організована перша велика експедиція за наказом сенату. Загальне керівництво було покладене на рудознавця Петра Шелегіна. Цінність досліджень полягала у зібраних матеріалах з географії озера, річки Чулишману та його притоки Башкауса. Окрім того були зібрані матеріали з етнографії, зроблений опис придатних для землеробства місць та зібрані дані про лісові багатства. В складі експедиції був також картограф Пімен Старцев, який склав перші мапи прителецьких земель.
В 1760 році озеро відвідала експедиція майора Ейдена, який вперше виміряв глибину озера — 288 м. 1771 року в район Телецького озера була організована перша академічна експедиція російського академіка П. С. Палласа. 1773 року на основі отриманих відомостей в була видана книга Н. І. Новікова «Давня Російська ідографія, яка вміщує опис Московської держави річок, протоків, озера, колодязів…». Далі подана цитата з цієї роботи:
| ...А Бія-річка тече з озера Телезького, а уздовж те озеро п'ять днів, а поперек день і біля тих місць кочують багато іноземців, саянців, мундусців, калмиців, телеутів, ямундусів, учугів, караганців... |

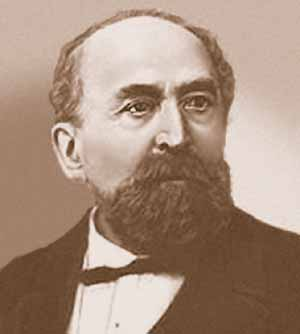
Чихачов П. О.

В 1826 році озеро відвідав натураліст О. А. Бунге в складі експедиції професора Дерптського університету К. Ф. Ледебура. Вчений зібрав тут великий гербарій місцевих рослин. 1834 року в районі озера проводив дослідження російський вчений Г. П. Гельмерсен, який займався переважно геологією. 1842 року на озері побував дослідник П. О. Чихачов, який зібрав великий матеріал з геології, зоології, ботаніки та етнографії. 1845 року вийшла його праця, присвячена Алтаю. 1861 року на озері працював мовознавець В. В.Радлов, в 1880 році — М. М. Ядрінцев здійснив подорож по озеру та перший піднявся на гору Алтинту. 1895 року тут бував дослідник В. В. Сапожніков, в 1901 році — географ П. Г.Ігнатов, який за дорученням Географічного товариства провів топографічне знімання берегів, склав першу мапу глибин озера, відмітив його максимальну глибину 325 м. Того ж року на озері проводив дослідження ботанік П. Н. Крилов. 1912 року зоолог П. П. Сушкін досліджував орнітофауну озера.
Найбільшу роботу по дослідженню озера провела С. Г.Лепньова. Починаючи з 1925 року, за дорученням Державного гідрологічного інституту нею зібраний великий матеріал з природи озера та виконані широкі лімнологічні дослідження. В кінці 1920-х років О. А. Алекін вивчав гідрохімію Телецького та навколишніх озер. 1931 року було створено Алтайський заповідник, який охопив значну частину басейну озера. Керівництво заповідника розгорнуло широку діяльність по вивченню природи басейну озера, допомогу у вивченні іхтіофауни надавав Томський університет. 1965 року з метою детального вивчення озера в селищі Яйлю була організована озерна станція. 1907 року на озері з'явився перший пароплав для огляду околиць туристами.
Нині в північно-західній частині озера, за 6 км від витоку річки Бія, за селищем Артибаш, розташована польова база Інституту систематики та екології тварин РАН. На її базі ведуться дослідження комахоїдних та гризунів Гірського Алтаю, гельмінтофауни хребетних тварин в біоценозах чорнової тайги, іхтіоценоза та зоопланктона Телецького озера.

## Сучасні дослідження
Галерея фото із останньої геоморфологічної експедиції Томського державного університету (2008–2010 роки). Фото Олексія Рудого.

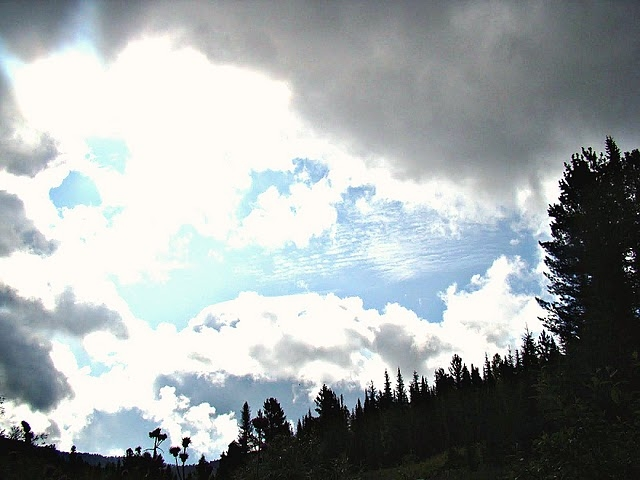
Алтай (серпень 2009)
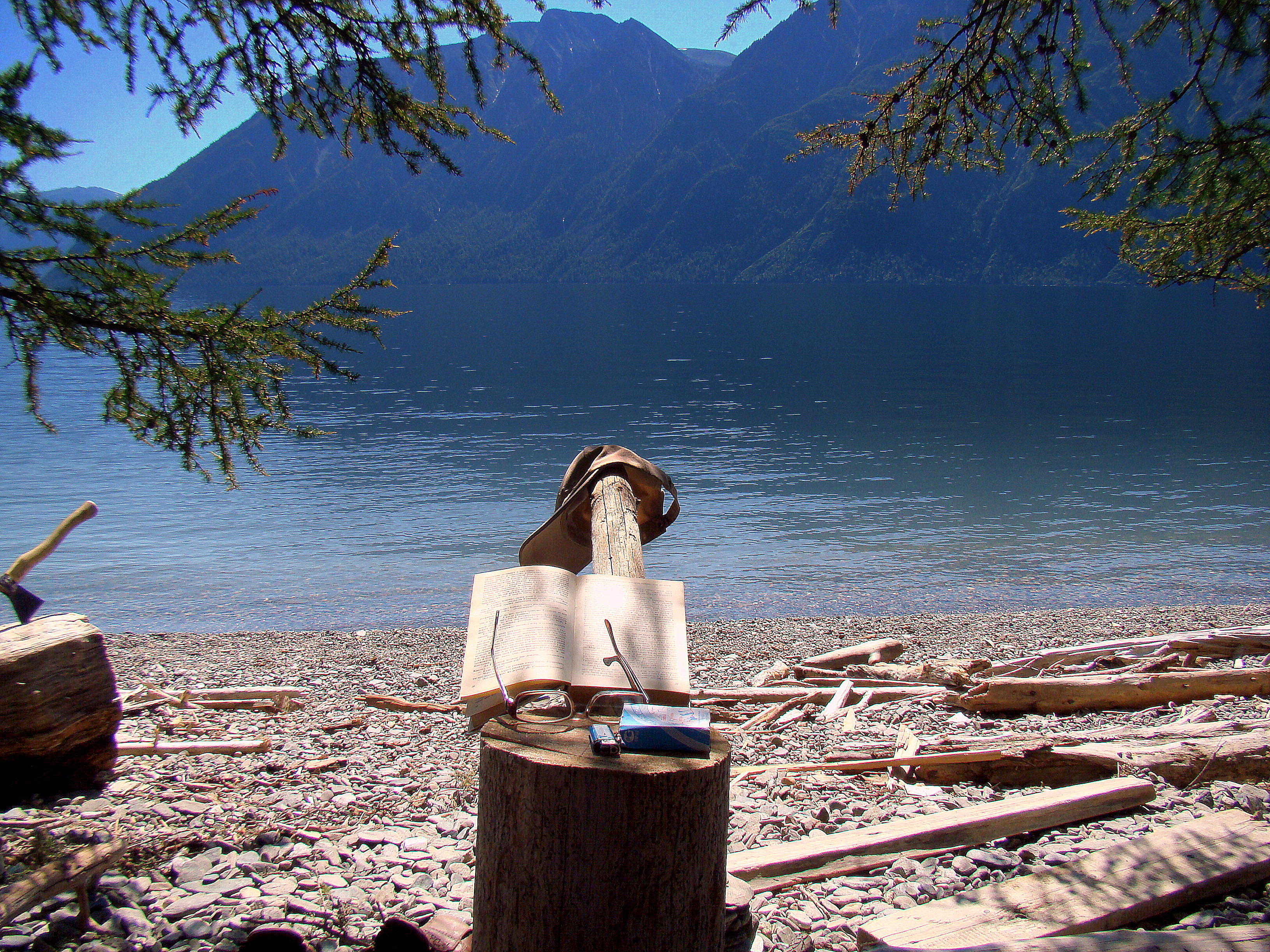
Казка (серпень 2010)
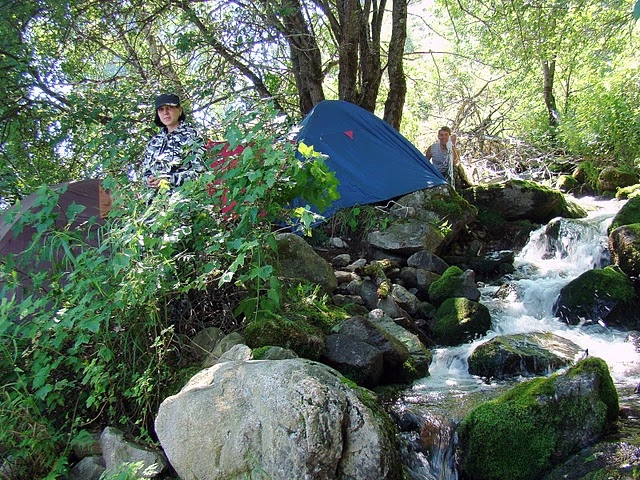
На скелястому березі (липень 2010)
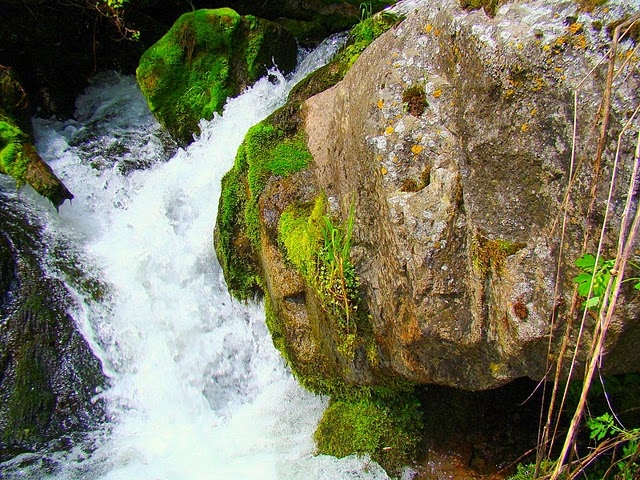
Безіменний водоспад (серпень 2010)
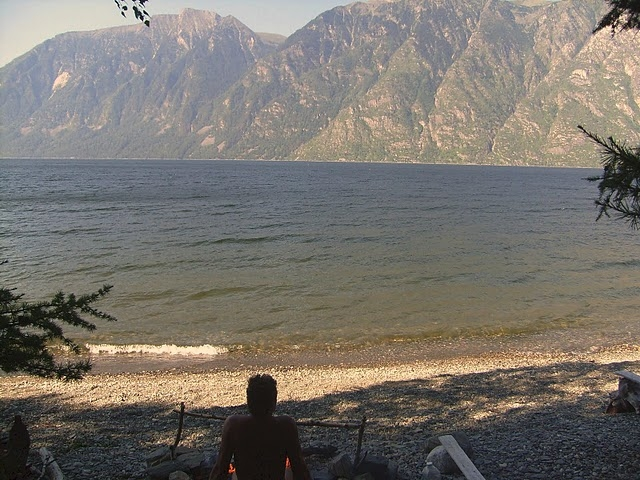
Ввечері біля вогнища (серпень 2008)
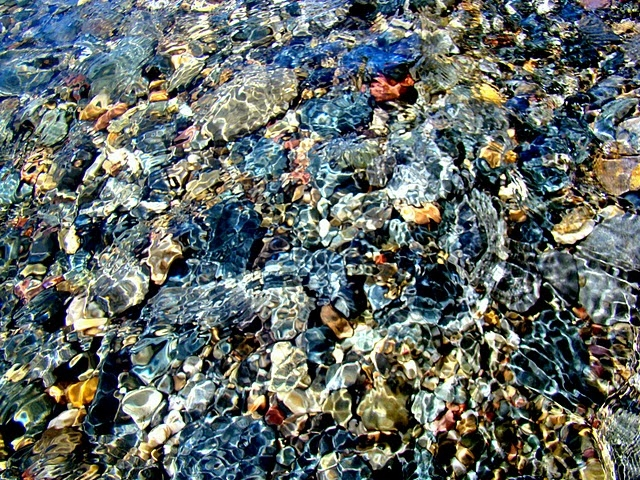
Галька біля берега (літо 2010)
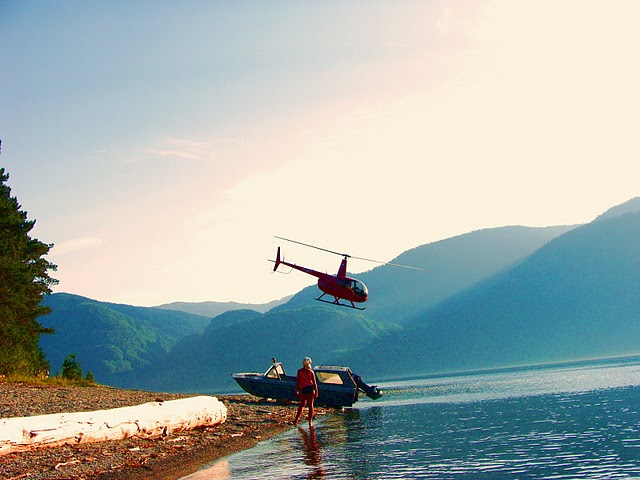
Аеровізуальне знімання (липень 2010)
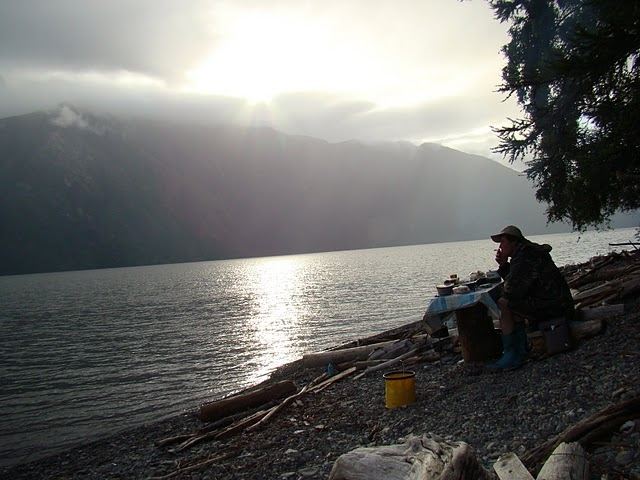
Дивне вечірнє світло (липень 2010)
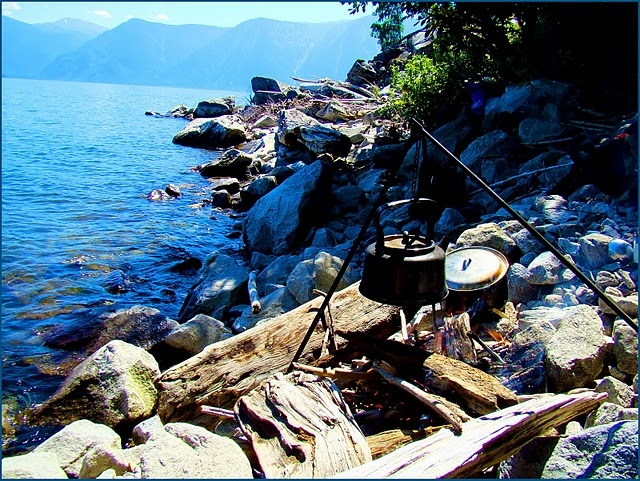
Вогнище на березі (серпень 2010)
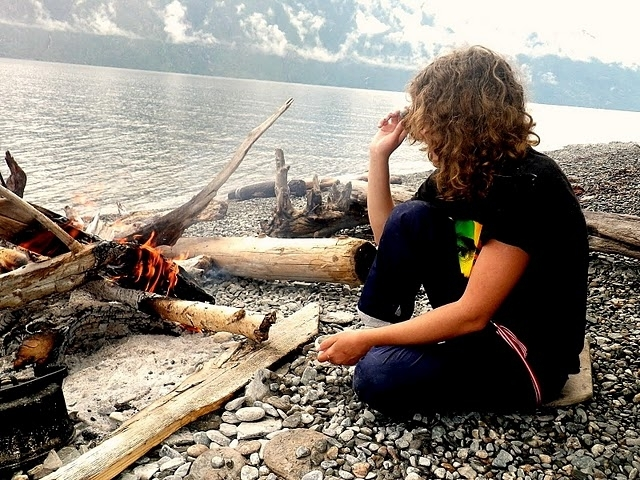
Магістрантка ТДУ (липень 2010)
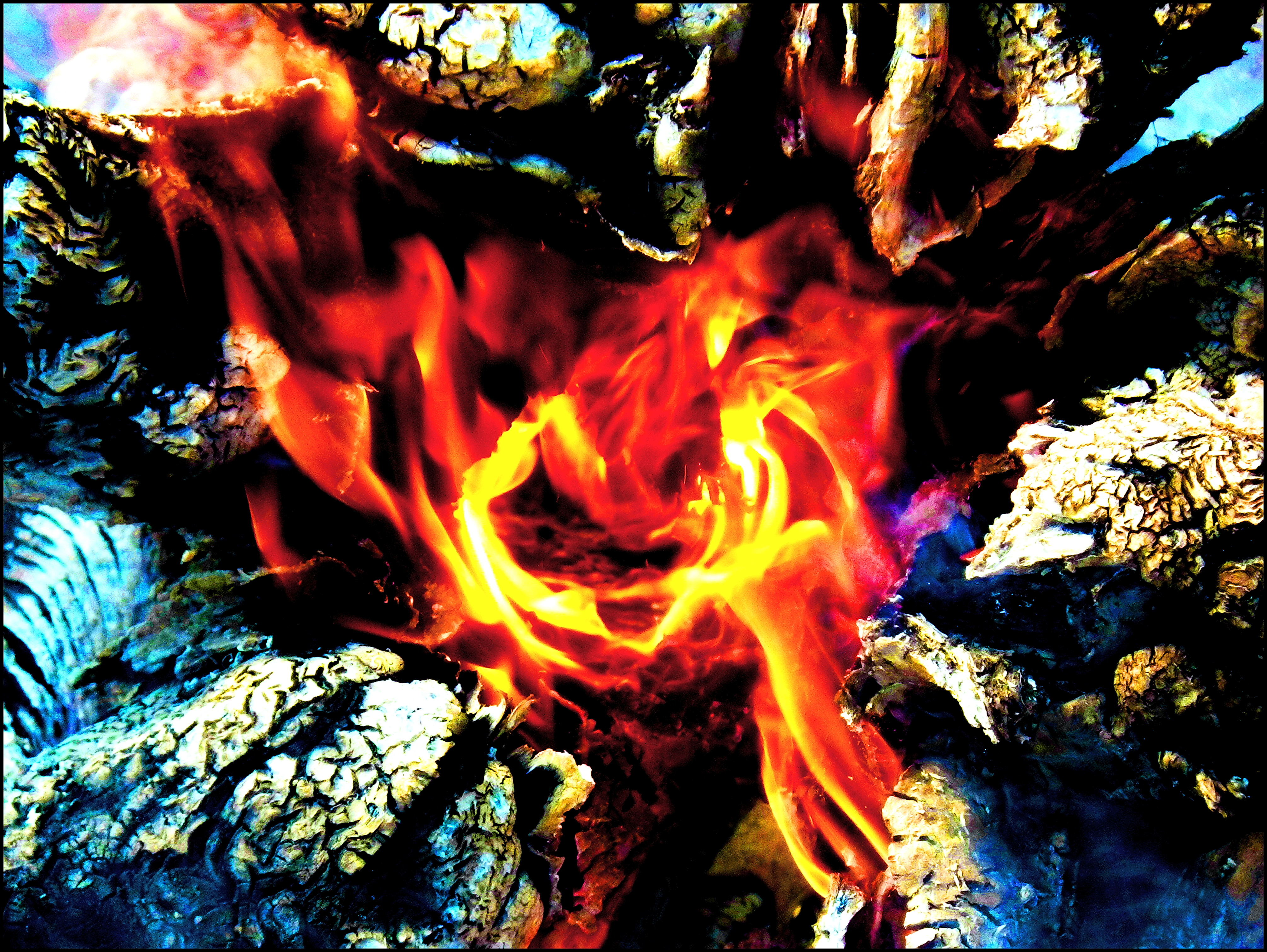
Останній вогонь (23 серпня 2010)
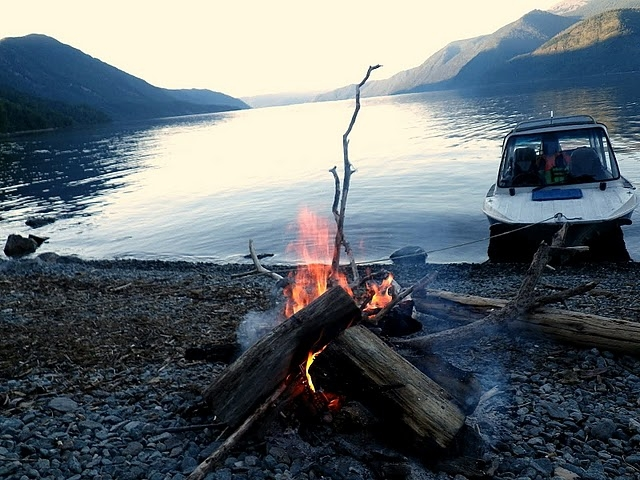
Останній табір (серпень 2010)
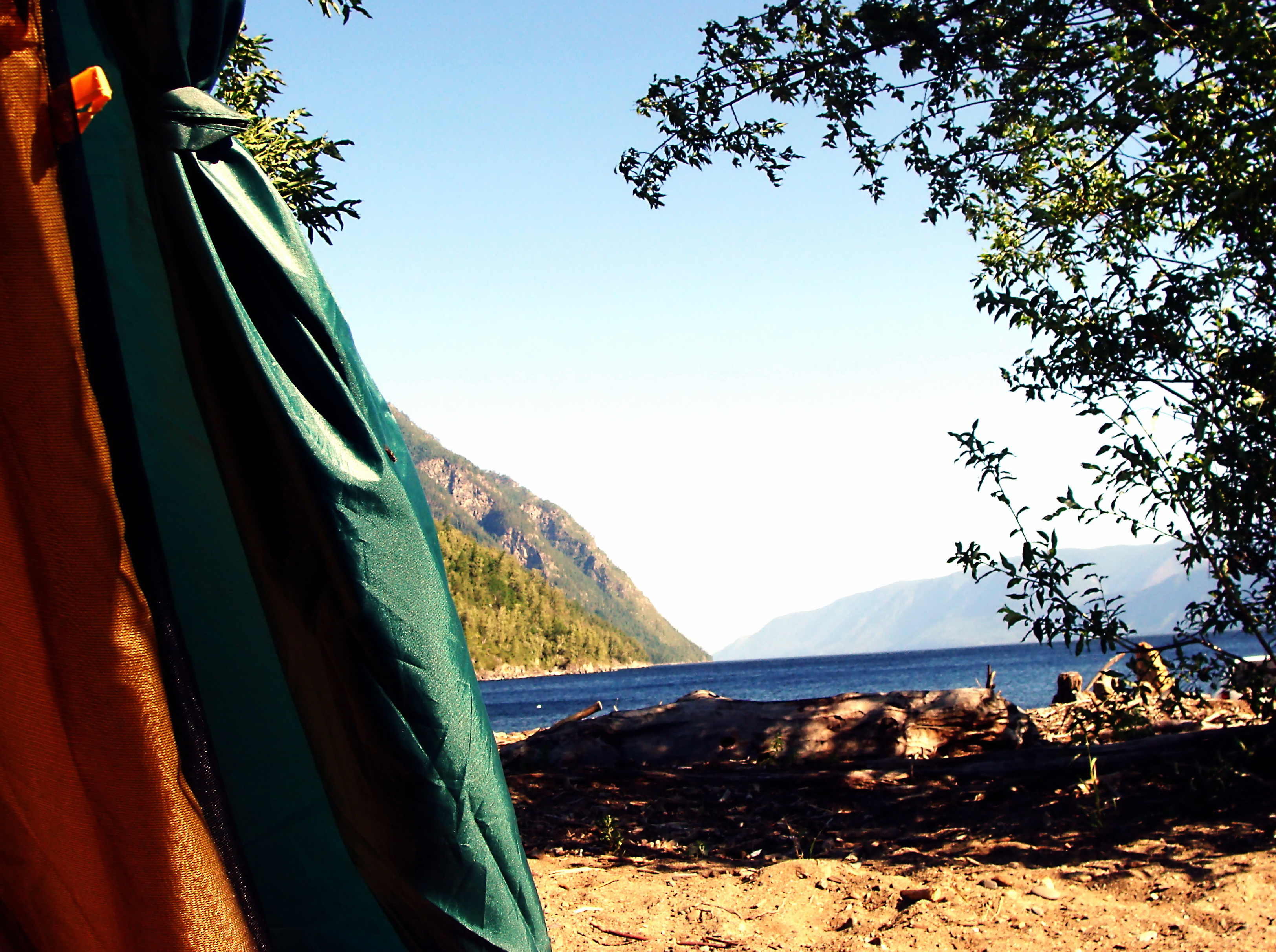
Вигляд з намету на північ (серпень 2009)
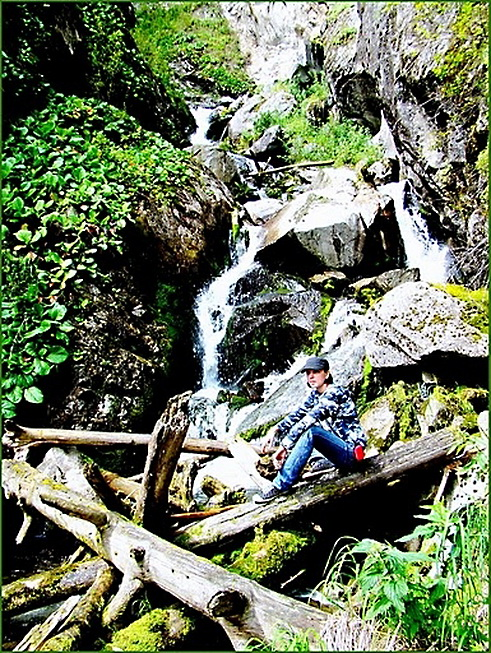
Тайга біля озера (серпень 2010)
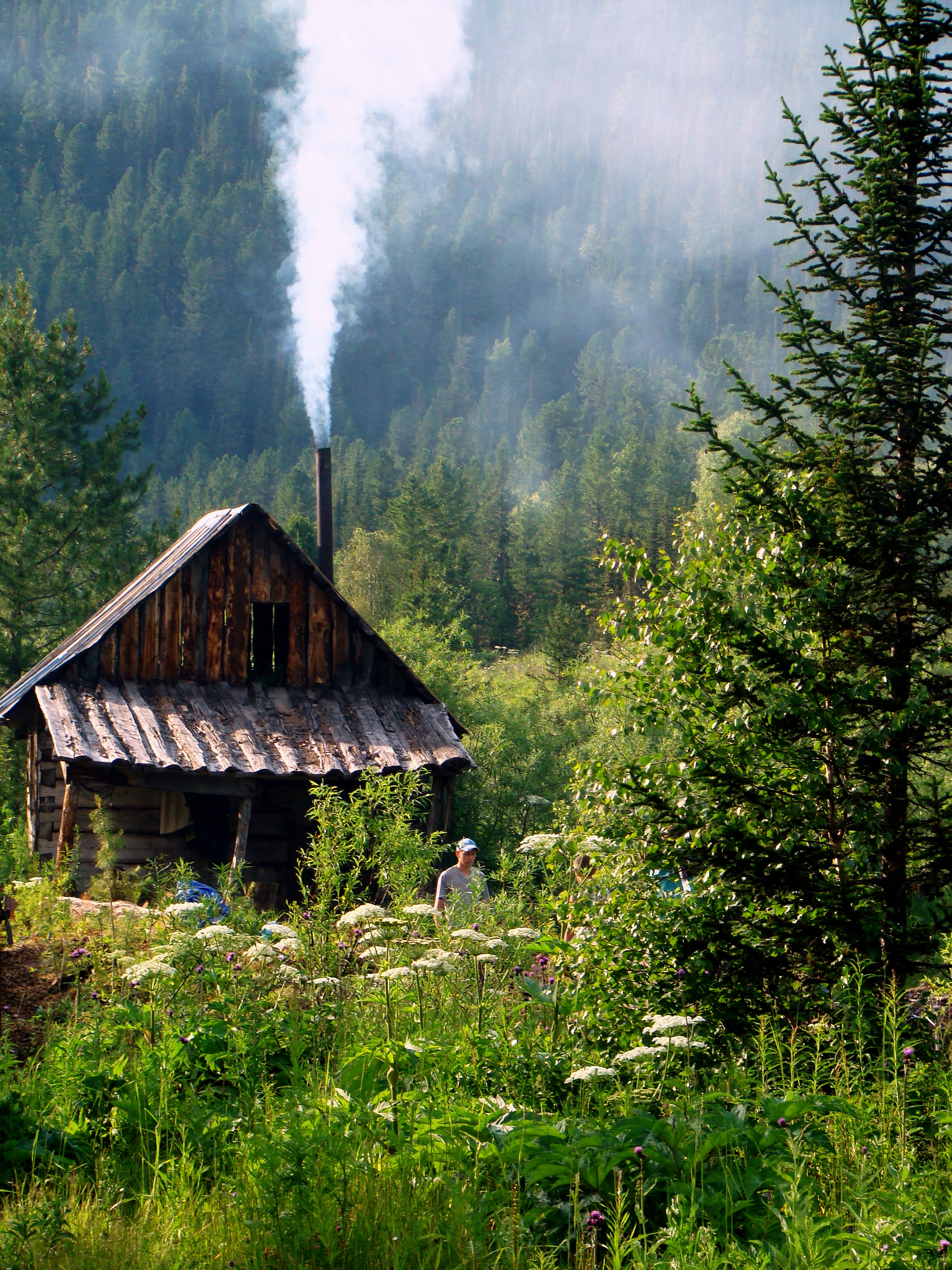
Баня (серпень 2009)
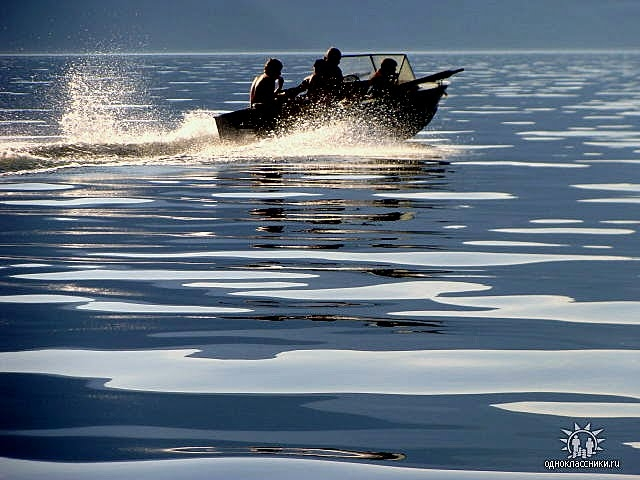
В маршруті по озеру (липень 2008)

## Посилання

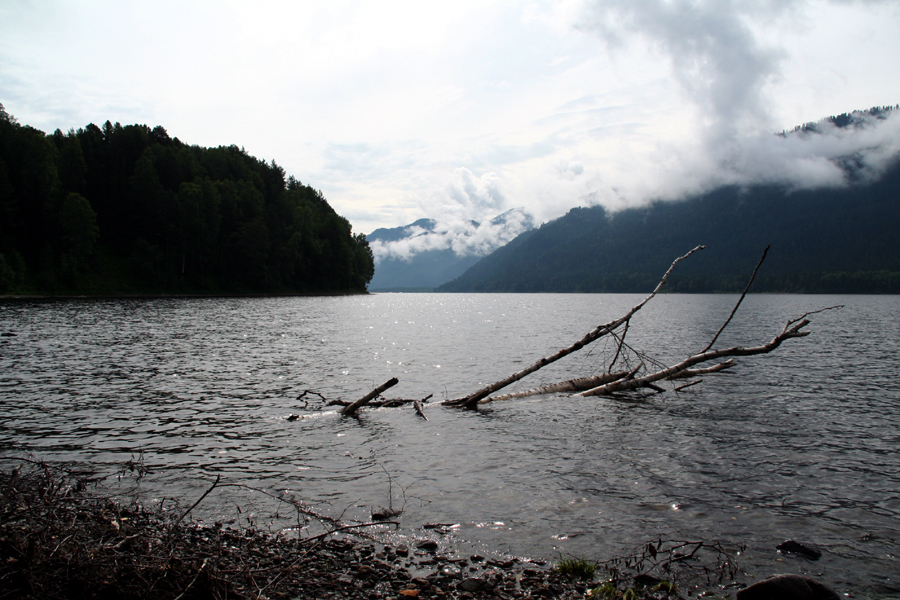
Суворий клімат озера
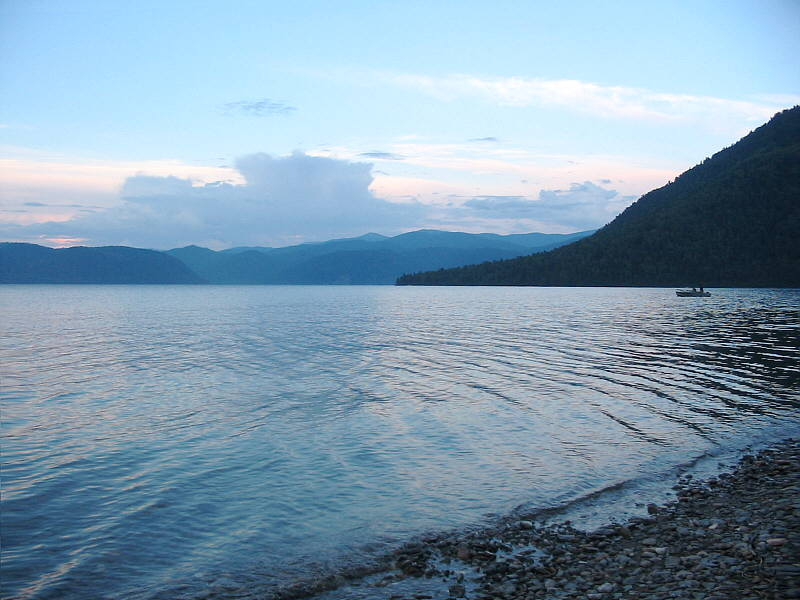
Кордон Колдор
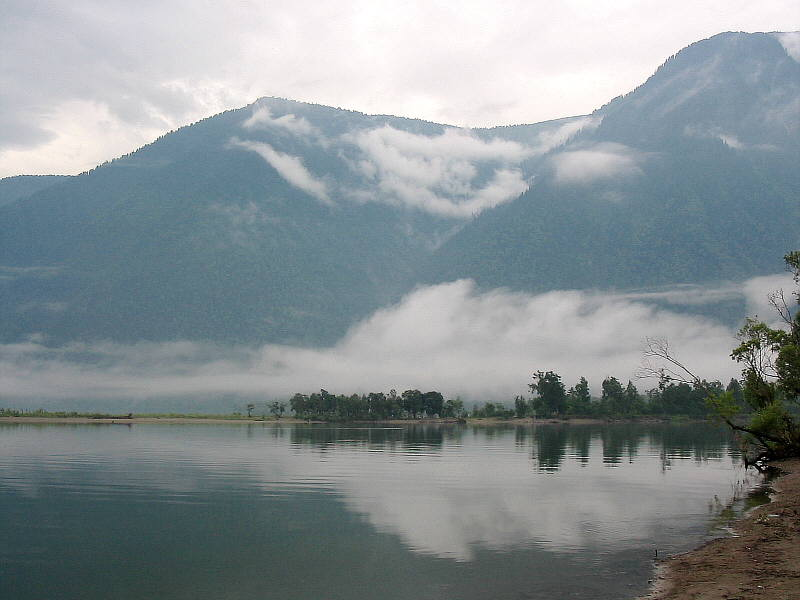
Кигінська затока
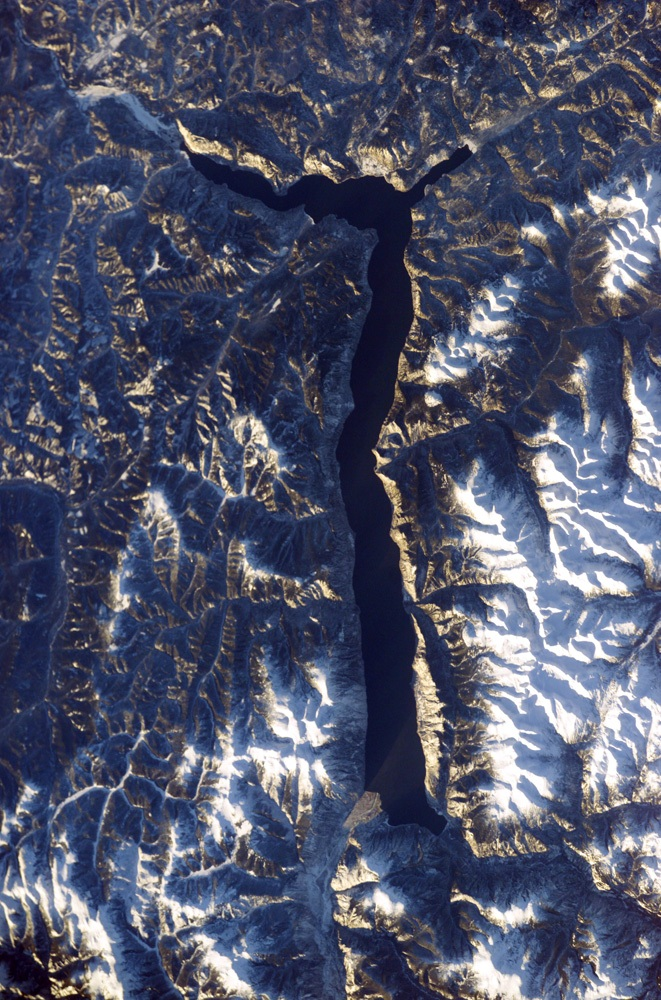
Супутниковий знімок

## Заселеність

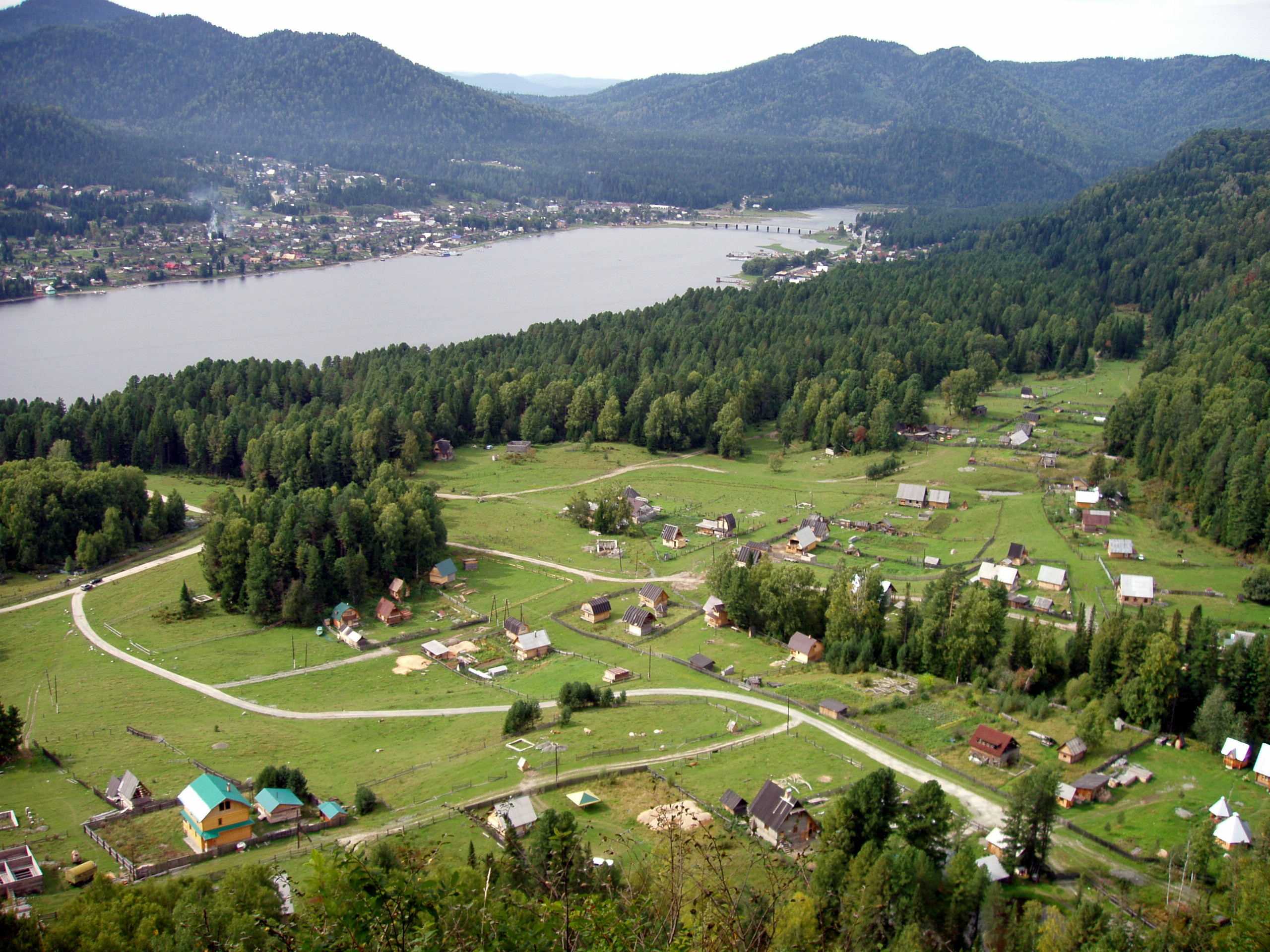
Село Артибаш, в далині — селище Іогач

На берегах озера розташовано небагато поселень. Найбільше — селище Іогач на лівому березі біля витоку річки Бія. Це велике робітниче селище лісокомбінату, засноване в 1952 році. Напроти розташоване село Артибаш — туристичний центр. Тут є озерна станція та наукова польова база. Інші села невеликі — Яйлю, Челюш, Беле та Чирі. Всі вони мають пристані, оскільки єдиний доступний транспорт по озеру — пароплави та човни.